# Hanna Bredal Oftedal
Pour les articles homonymes, voir Bredal et Oftedal.
Hanna Bredal Oftedal, née le 4 juillet 1994 à Oslo, est une handballeuse internationale norvégienne qui évolue au poste d'arrière droite.

## Biographie
En 2014, elle quitte le club norvégien de Stabæk Håndball pour rejoindre Issy Paris Hand, où évolue déjà sa sœur, Stine Bredal Oftedal et signe un contrat pour une saison.
Après cinq années à Paris, elle rejoint le club danois de Silkeborg-Voel KFUM à partir de l'été 2019.
À l'été 2014, elle participe au championnat du monde junior avec l'équipe de Norvège junior.
Elle connaît sa première sélection avec l'équipe senior de Norvège, face à la France, en juin 2017. 

## Palmarès

### En club
compétitions nationales
- finaliste de la coupe de France en 2017 (avec Issy Paris Hand)

### En sélection
autres
- 9e place du championnat du monde junior en 2014[6]
- 4e place du championnat d'Europe des moins de 19 ans en 2013[8]

## Galerie

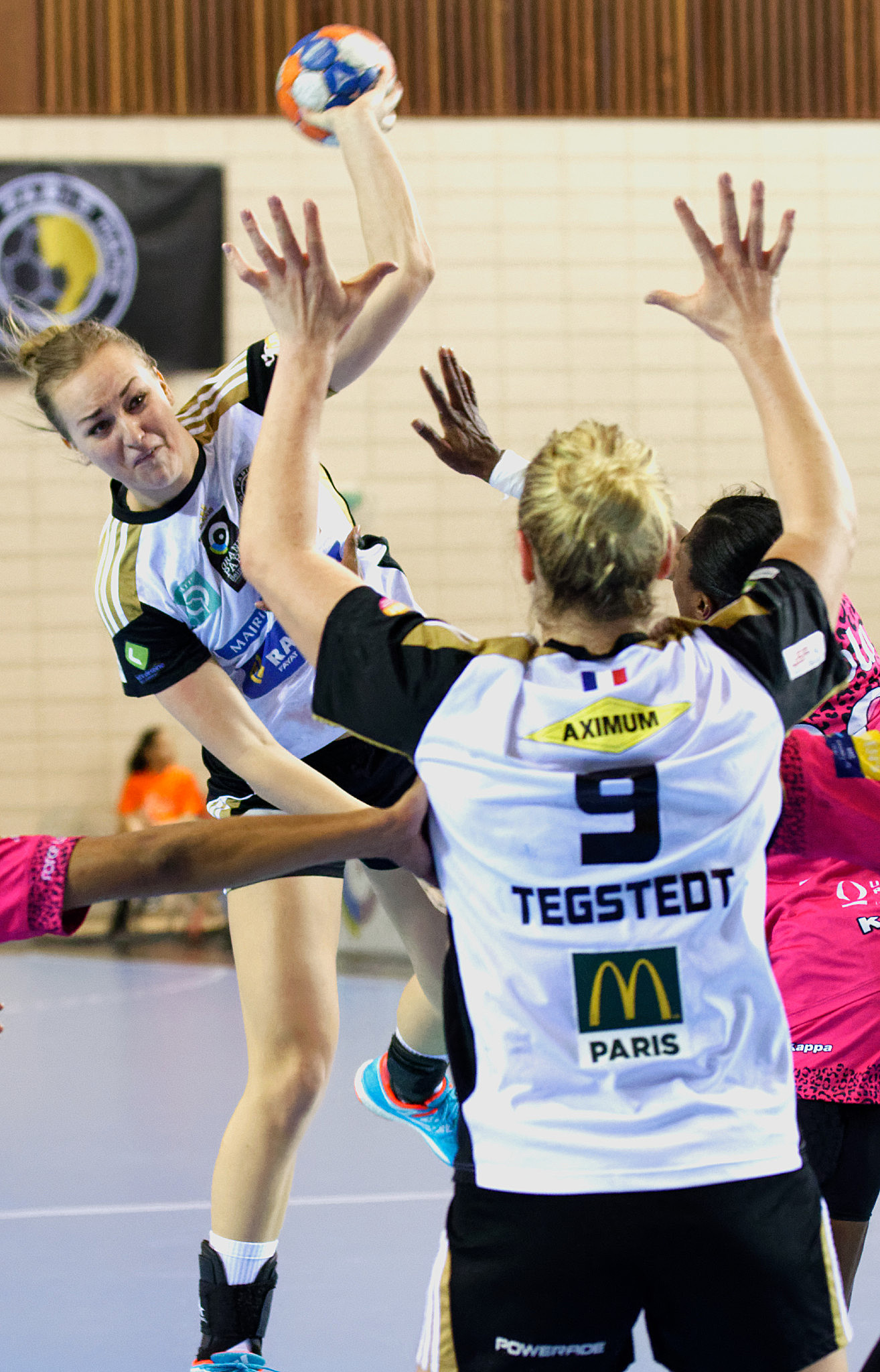
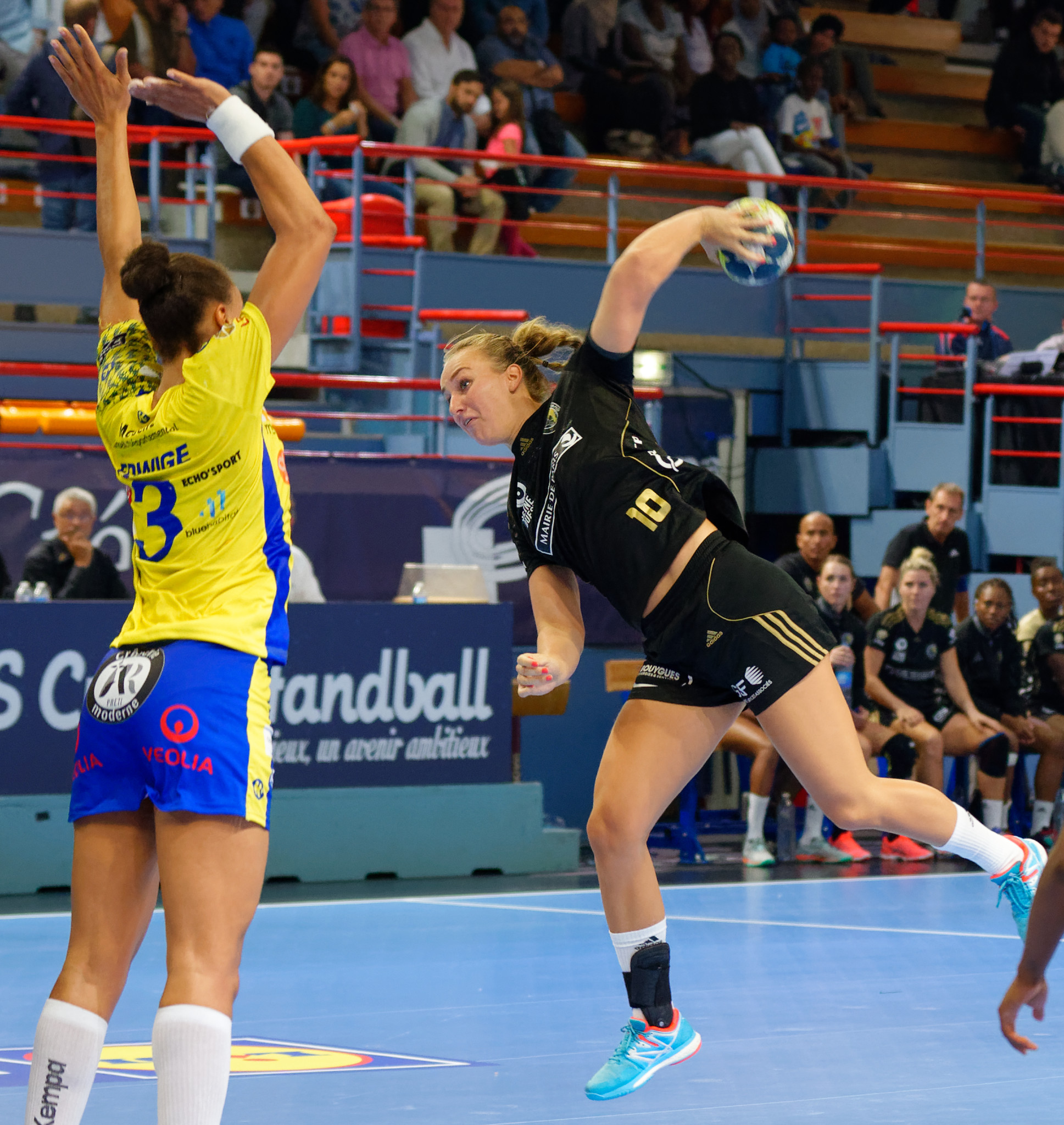
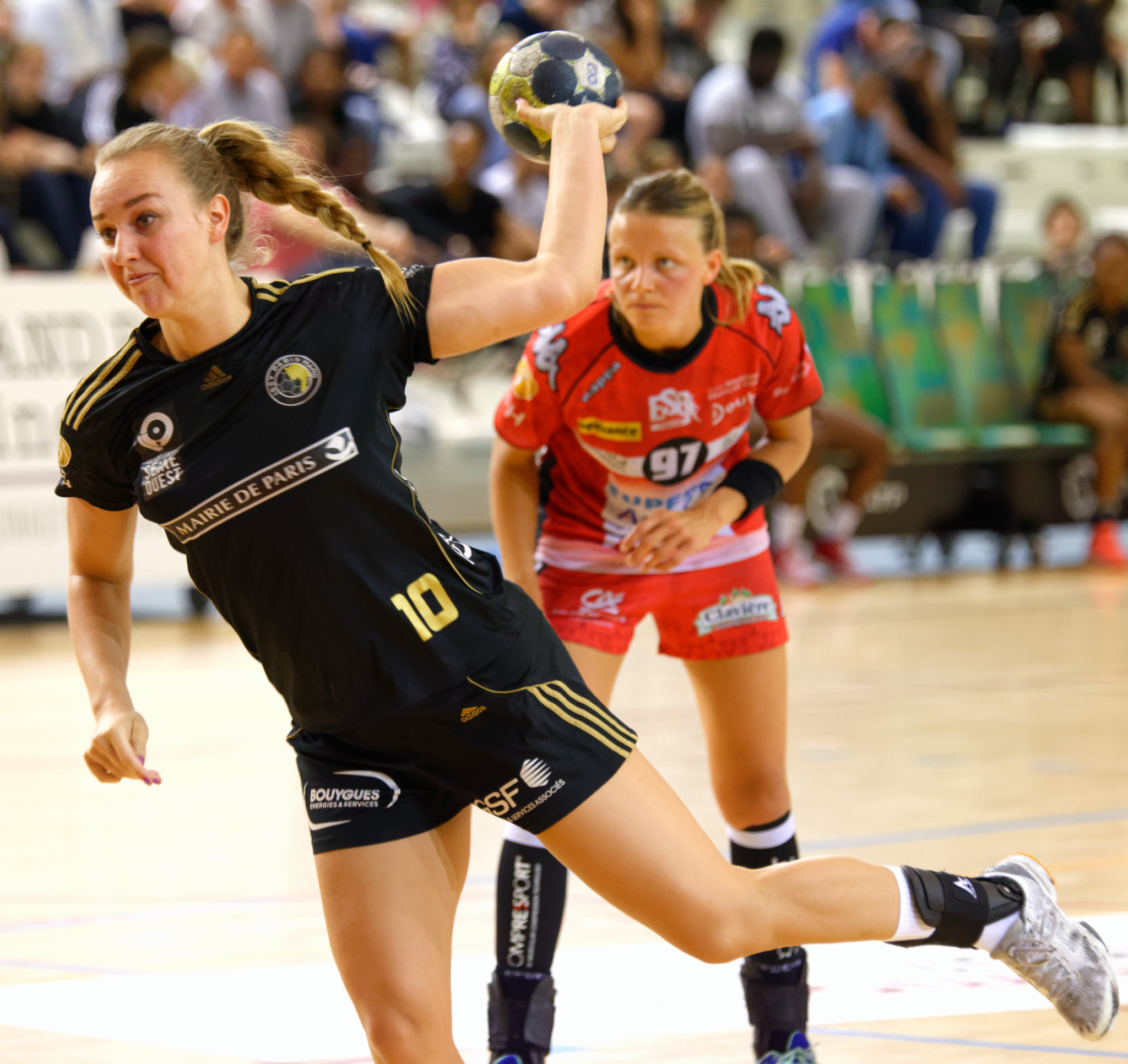
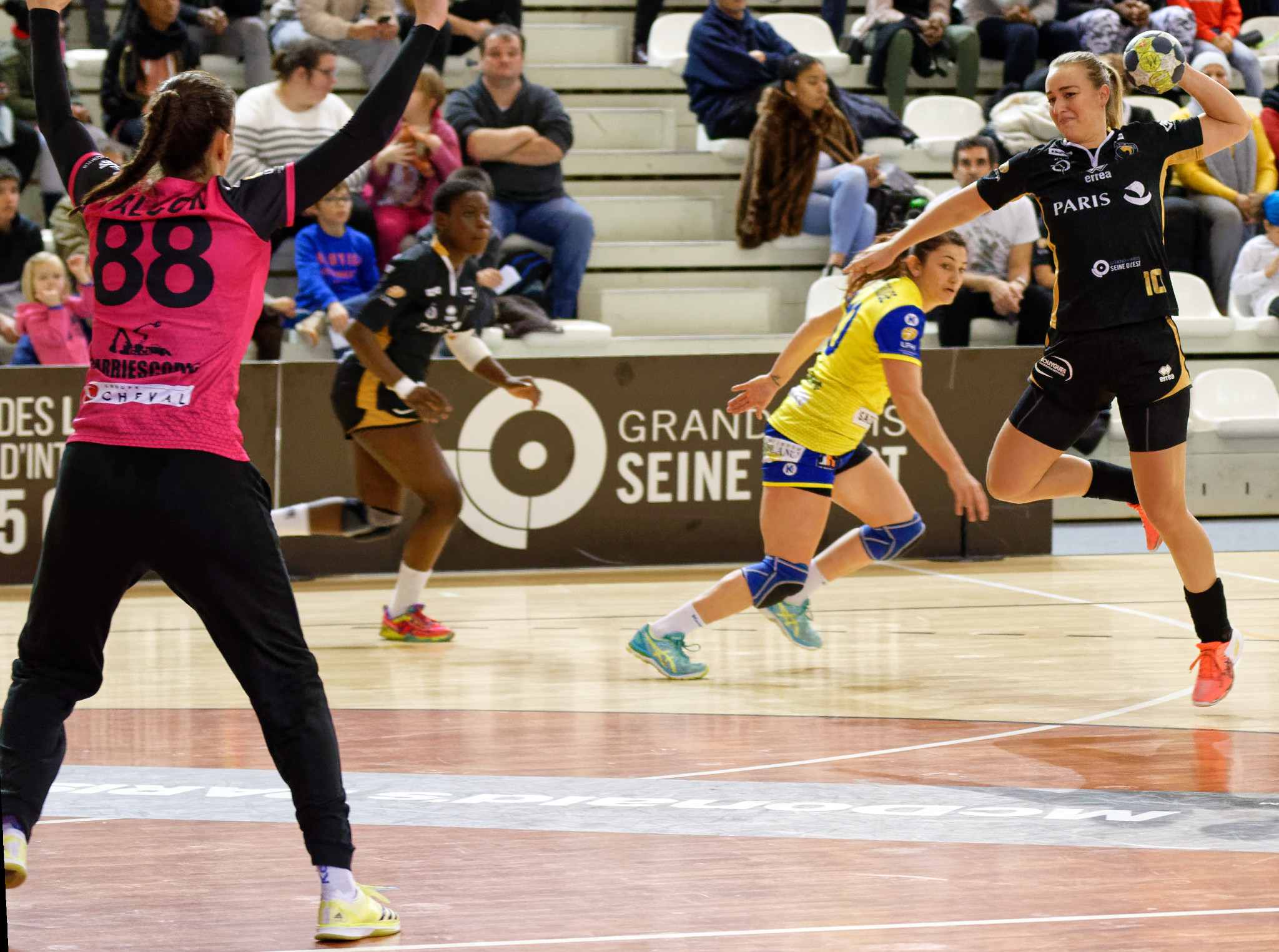

## Vie privée
Hanna Bredal Oftedal vit en couple avec Sander Sagosen, également handballeur international norvégien,.